# ФК Урава ред дајмондс
Урава ред дајмондс (јап. 浦和レッドダイヤモンズ) познатији као Урава редс (јап. 浦和レッズ) јапански је фудбалски клуб из Саитаме.

## Име
- ФК Нака Нихон (јап. 中日本重工業サッカー部, 1950—1951)
- ФК Шин Мицубиши Кобе (јап. 新三菱重工業神戸サッカー部, 1952—1957)
- ФК Шин Мицубиши (јап. 新三菱重工業サッカー部, 1958—1963)
- ФК Мицубиши (јап. 三菱重工業サッカー部, 1964—1989)
- ФК Мицубиши (јап. 三菱自動車工業サッカー部, 1990—1992)
- ФК Урава ред дајмондс (јап. 浦和レッドダイヤモンズ, 1993—)

## Успеси

### Национални
Првенство
- Фудбалска друга лига Јапана: 1989/90.
- Фудбалска прва лига Јапана: 1969, 1973, 1978, 1982.
- Џеј 1 лига: 2006.

Куп
- Куп фудбалске лиге Јапана: 1978, 1981.
- Куп Џеј лиге: 2003, 2016.
- Царев куп: 1971, 1973, 1978, 1980, 2005, 2006, 2018, 2021.
- Суперкуп Јапана: 1979, 1980, 1983, 2006, 2022.

### Континентални
- АФК Лига шампиона: 2007, 2017, 2022.